# Частный детектив Магнум (телесериал, 1980)
«Ча́стный детекти́в Ма́гнум» (англ. Magnum, P.I.) — американский детективный телесериал 1980-х годов продюсера и сценариста Дональда Беллисарио. Главную роль исполнил Том Селлек.

## Сюжет
Частный детектив Томас Салливан Магнум проживает в гостевом доме шикарного поместья на побережье Гавайев, площадью 200 акров, известного как «Гнездо Робина», по приглашению его владельца, Робина Мастерса, знаменитого, но никем никогда не виданного автора нескольких десятков зловещих романов.
Магнум, казалось бы, живёт образом жизни, о котором можно только мечтать, он приходит и уходит, когда ему заблагорассудится, работает только тогда, когда хочет, у него в почти неограниченном пользовании Ferrari 308 GTS Quattrovalvole, а также многие другие предметы роскоши Робина Мастерса. Он держит мини-холодильник с, казалось бы, бесконечным количеством «Старого Дюссельдорфского» пива, носит завещанные ему отцом наручные часы Rolex GMT Master, окружён бесчисленными красивыми женщинами, которые зачастую являются его клиентками, потерпевшими или как-либо связанными со случаями, которые он распутывает. Другими признаками, характерными для Магнума, являются его густые усы, бейсбольная кепка «Детройтские тигры» и разнообразные красочные гавайские рубашки.